# Basilika Frauenkirchen

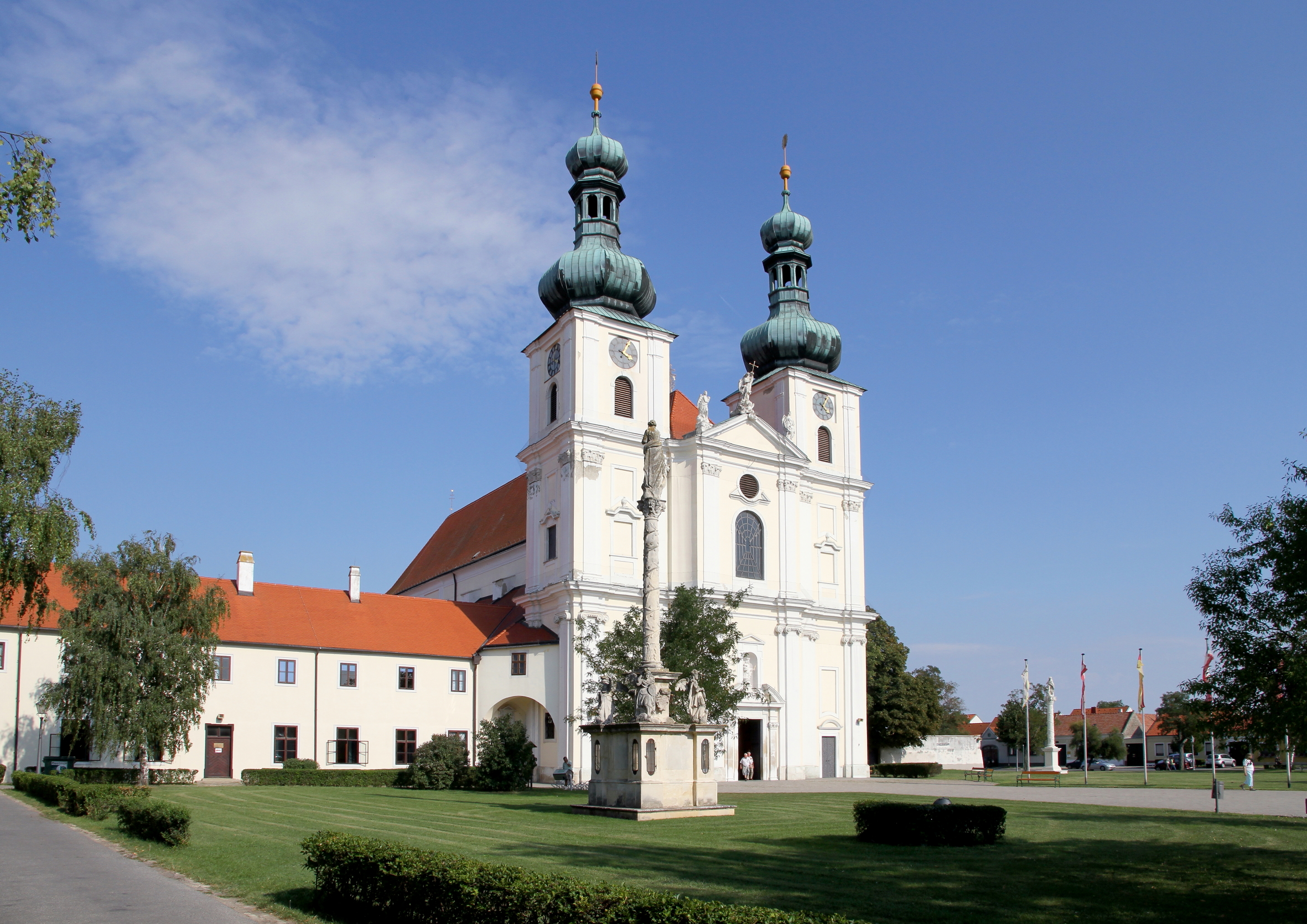
Basilika Mariä Geburt. Im Vordergrund die Mariensäule und links das angebaute Franziskanerkloster

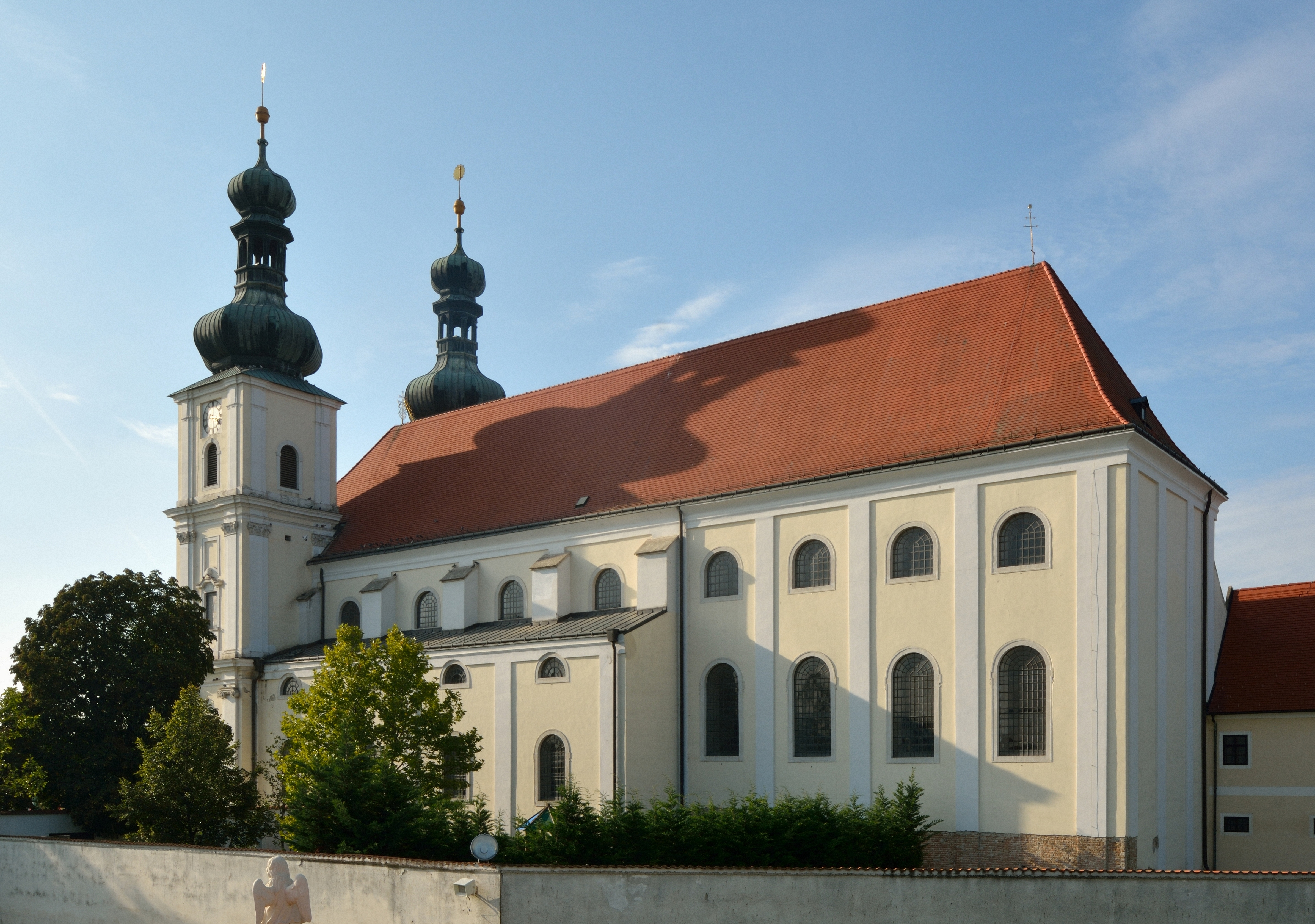
Blick auf die Basilika vom Kalvarienberg, hohes Langhaus mit Seitenkapellen

Die Basilika zu Mariä Geburt ist eine barocke, römisch-katholische Wallfahrtskirche in der Stadtgemeinde Frauenkirchen im Bezirk Neusiedl am See im Burgenland. Die Wallfahrtskirche Mariä Geburt machte den Ort bereits im 14. Jahrhundert zu einem bekannten Wallfahrtsort. Die Basilica minor gehört zum Dekanat Frauenkirchen in der Diözese Eisenstadt. Die Kirche steht unter Denkmalschutz.

## Geschichte
Bei der Ersten Wiener Türkenbelagerung (1529) wurde das gesamte Dorf zerstört. Der Kirchenbau blieb mehr als 100 Jahre eine Ruine. Als die Familie Esterházy 1622 in den Besitz des Ortes kamen, wurde unter ihrer Ägide die Kirche 1668/1669 neu aufgebaut und mit einer Stiftung (1669) mit Bauarbeiten bis 1678 mit einem Franziskanerkloster verbunden. Die Kirche und das Kloster wurden bei der Zweiten Wiener Türkenbelagerung (1683) zerstört.
1695 wurde nach der Demolierung der Kirche mit Grundsteinlegung als Stiftung von Fürst Paul Esterházy mit dem Architekten Franz Martinelli eine neue Kirche erbaut und diese heutige Kirche 1702 geweiht. Das zerstörte Franziskanerkloster als zweigeschoßiger Vierflügelbau an der Nordseite der Kirche wurde 1686/1687 wiederhergestellt und von 1720 bis 1733 der ostseitige Gartentrakt erbaut.
1874 bis 1882 wurde die Kirche renoviert, 1953 bis 1960 innen und 1969 bis 1970 außen restauriert. Der große Platz vor der Kirche wurde in eine Grünanlage umgewandelt.
1990 wurde die Kirche durch Papst Johannes Paul II. zur Basilica minor erhoben.
Im Zuge von Renovierung und Rückbau wurden im März 2018 im Boden des Brunnenhofs des Klosters 25 Skelette entdeckt, die freigelegt und archäologisch untersucht werden. Am 31. Juli 2018 wurde die Restaurierung des Klosters beendet. Es wurden unter anderem der Kreuzgang saniert und die Haustechnik erneuert.

## Architektur

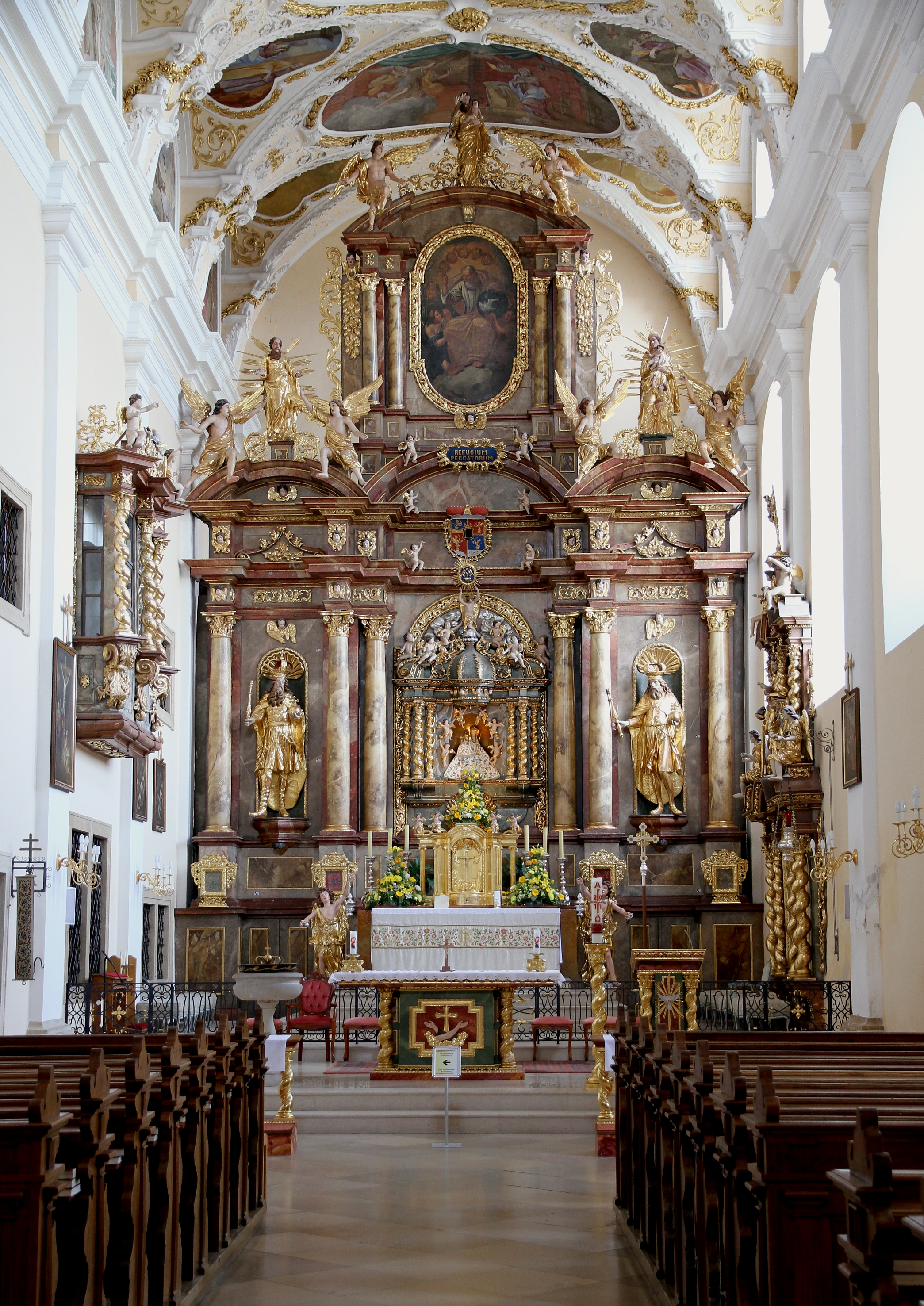
Hochaltar der Basilika

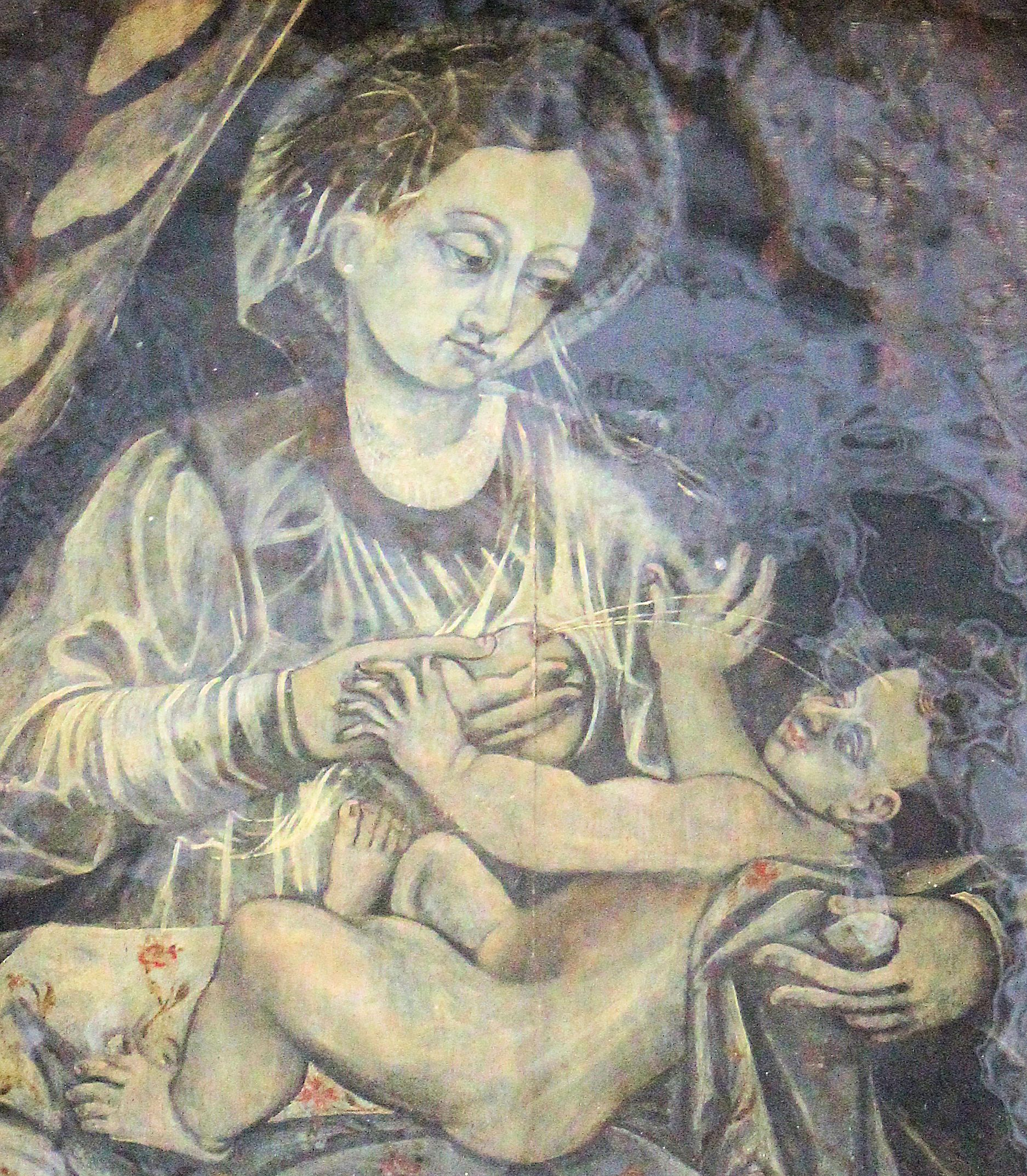
Das Gnadenbild „Maria Lactans“

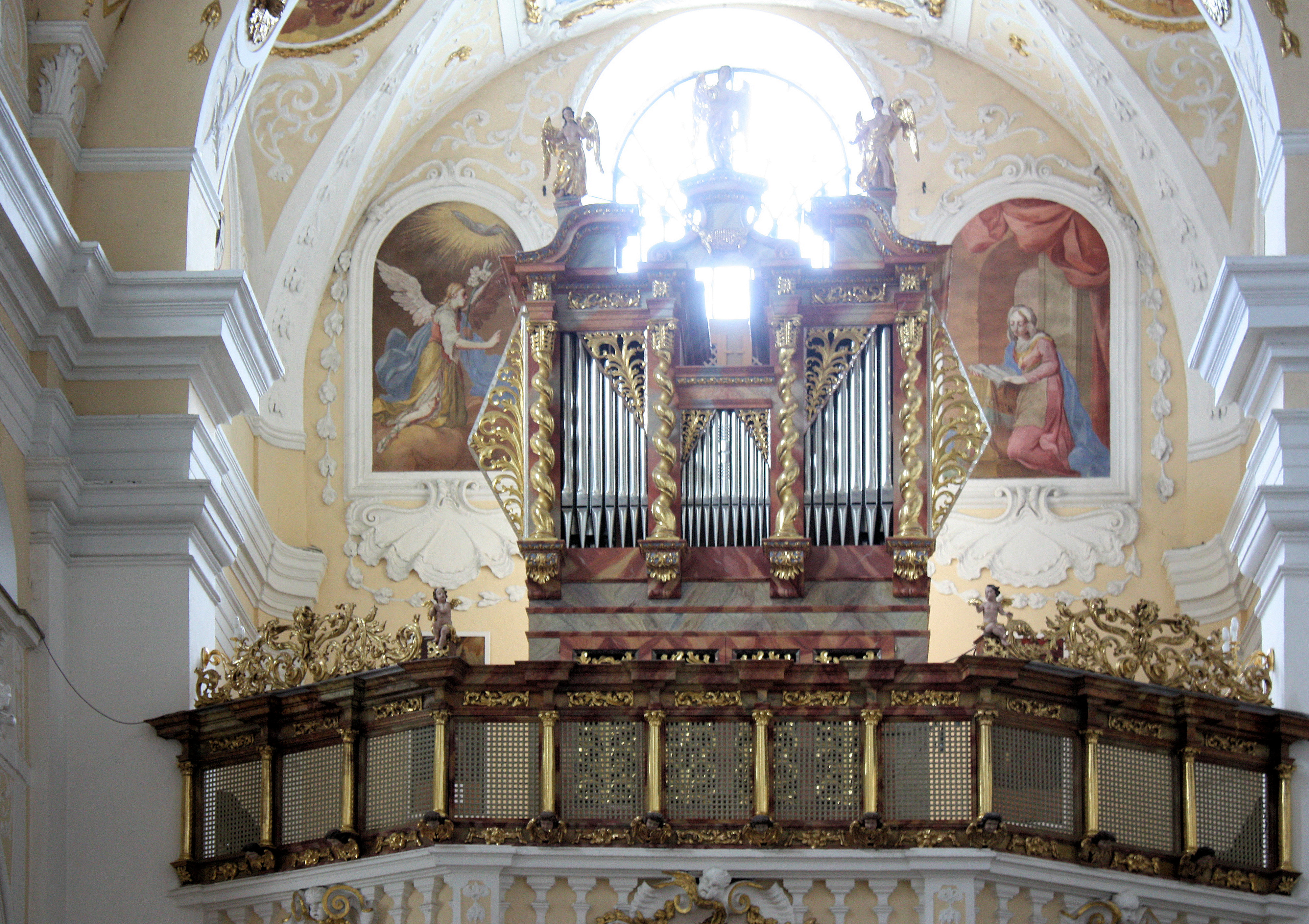
Orgel

### Kirchenäußeres
Der mächtige einheitliche Barockbau mit einer Doppelturmfassade. Die Länge des Gebäudes und die Höhe der Türme ist jeweils 53 m. Ihr Inneres ist 18,5 m breit und 23 m hoch. Die dreigeschoßigen Türme haben Doppelzwiebelhelme mit Laternen. Die Fassadenfront hat zwischen den Türmen einen leicht vorgezogenen zweigeschoßigen Giebelrisalit mit einer Gliederung mit flach gestuften Pilastern, im Erdgeschoß ionisch, im Obergeschoß korinthisch. Über dem Westportal ist eine steinerne Nischenfigur Madonna mit 1240 bezeichnet. Auf dem Giebel stehen die Figuren Erzengel Michael zwischen Engeln. Das hohe Langhaus hat angebaute Seitenkapellen. Der eingezogene Chor mit einem geraden Schluss hat die Höhe des Langhauses.

### Kircheninneres
Die Einheitlichkeit von Bauwerk und Ausstattung machen den barocken Kirchenraum zum schönsten des Burgenlandes. Fresken wurden freigelegt und die Teilvergoldung des Stucks erneuert. Vier Langhausjoche über einem breit profilierten Hauptgesims haben Kreuzgewölbe auf gestelzten Pilasterkapitellen. Die offenen Arkaden zu den Seitenkapellen haben oben rundbogige Öffnungen zu den durchgehenden Emporen. Im westlichen Vorjoch der mittigen Turmanlage ist die Orgelempore unter einem Tonnengewölbe mit Stichkappen. Die mittig vorgezogene Emporenbrüstung steht auf zwei toskanischen Säulen und zeigt eine vorgeblendete Balustrade. Der Gurtbogen zum Langhaus zeigt 1702. Der rundbogige Triumphbogen zeigt das Wappen der Esterházy. Der vierjochige Chor hat ein Kreuzgewölbe. Die Gewölbe im Langhaus, Seitenkapellen und Chor zeigen eine reiche Stuckdekoration mit Blatt- und Fruchtkränzen und zartem Rankenwerk, Muscheln und Mascarons von Pietro Antonio Conti (um 1700). Die Wandmalereien in geschweift gerahmten Bildfelder von Luca Antonio Colomba zeigen Szenen aus der Heilsgeschichte.
Unter der Kirche sind zwei Grüfte, die eine diente bis 1870 als Begräbnisstätte für Ordensmitglieder. In der anderen wurden Angehörige der gräflichen Linie der Familie Esterházy beigesetzt.

## Ausstattung
Der Hochaltar, der 1873 vergoldet wurde, wird von den Statuen der beiden Ungarnkönige, dem Hl. Stephan und dem Hl. Ladislaus, flankiert. Am Hochaltar befindet sich die aus Lindenholz geschnitzte Gnadenstatue „Maria auf der Heide“. Die Gnadenstatue ist aus der Zeit der Frühgotik (1240). Diese gotische Gnadenstatue wurden durch ein Muttergotteskleid, zwei goldenen Kronen und einem Zepter barockisiert. Die Gnadenstatue wurde von Paul Esterhazy persönlich von der Burg Forchtenstein nach Frauenkirchen getragen. Die vom Fürsten damals getragenen Seidenstrümpfe befinden sich in der Schatzkammer des Franziskanerklosters. Das ursprüngliche Gnadenbild, eine Maria Lactans (Stillende Gottesmutter), befindet sich auf dem ersten Seitenaltar, auf der Kanzelseite. Es war bereits bei der Zerstörung der ersten Kirche 1529 durch die Türken in Frauenkirchen. Während des Zweiten Weltkrieges wurde die Gnadenstatue in Wien verwahrt.
An beiden Seiten stehen je vier Seitenaltäre in Weiß und Gold.
Die Kanzel von 1713 ist reich an Figurenschmuck, ebenso das barocke Chorgestühl mit Heiligen- und Landschaftsbildern und die Orgelempore. Die Schatzkammer befindet sich im ehemaligen Refektorium mit bemerkenswerten Stuckdekorationen.
Die Orgel aus 1997 wurde von Martin Pflüger mit 33 Registern verteilt auf zwei Manuale gefertigt, das Orgelgehäuse stammt teilweise aus 1702. Die Orgel war seinerzeit ein Geschenk des Fürsten Paul Eszterhazy und beinhaltete ursprünglich 15 Register, verteilt auf 2 Manuale.